# Улица Ласнамяэ
У́лица Ла́снамяэ (эст. Lasnamäe tänav, c эст. — улица Горы хлебопечной лопаты) — улица в Таллине, столице Эстонии. 

## География
Пролегает в микрорайоне Сикупилли городского района Ласнамяэ. Начинается от Тартуского шоссе, пересекается с улицами Катузепапи, Кивимурру, Азундузе, Маяка и заканчивает тупиком на плитняковом обнажении Ласнамяэ, недалеко от моста Палласти через улицу Лаагна. 
Протяжённость — 1,265 км.

## История
В конце XIX — начале XX века улица носила название Лаксбергская улица (нем. Lacksbergstraße, Lacksbergstraße) и Большая Лаксбергская улица. Своё современное название улица получила в 1908 году.
Общественный транспорт по улице не курсирует.

## Застройка
Офисные здания и офисно-жилые дома в начале улицы построены в 2010-х годах, после перекрёстка с улицей Маяка улица Ласнамяэ застроена жилыми домами, построенными в 1960-х годах и в начале 1980-х годов.
В десятиэтажном здании по адресу Lasnamäe tn 2 расположены головной офис Эстонской Кассы по безработице и офис Фонда содействия развитию предпринимательства. Здание построено в 2009 году.

Улица Ласнамяэ
Дома 4A,  4B, 4C на перекрёстке с улицей Катузепапи; построены в 2018 году
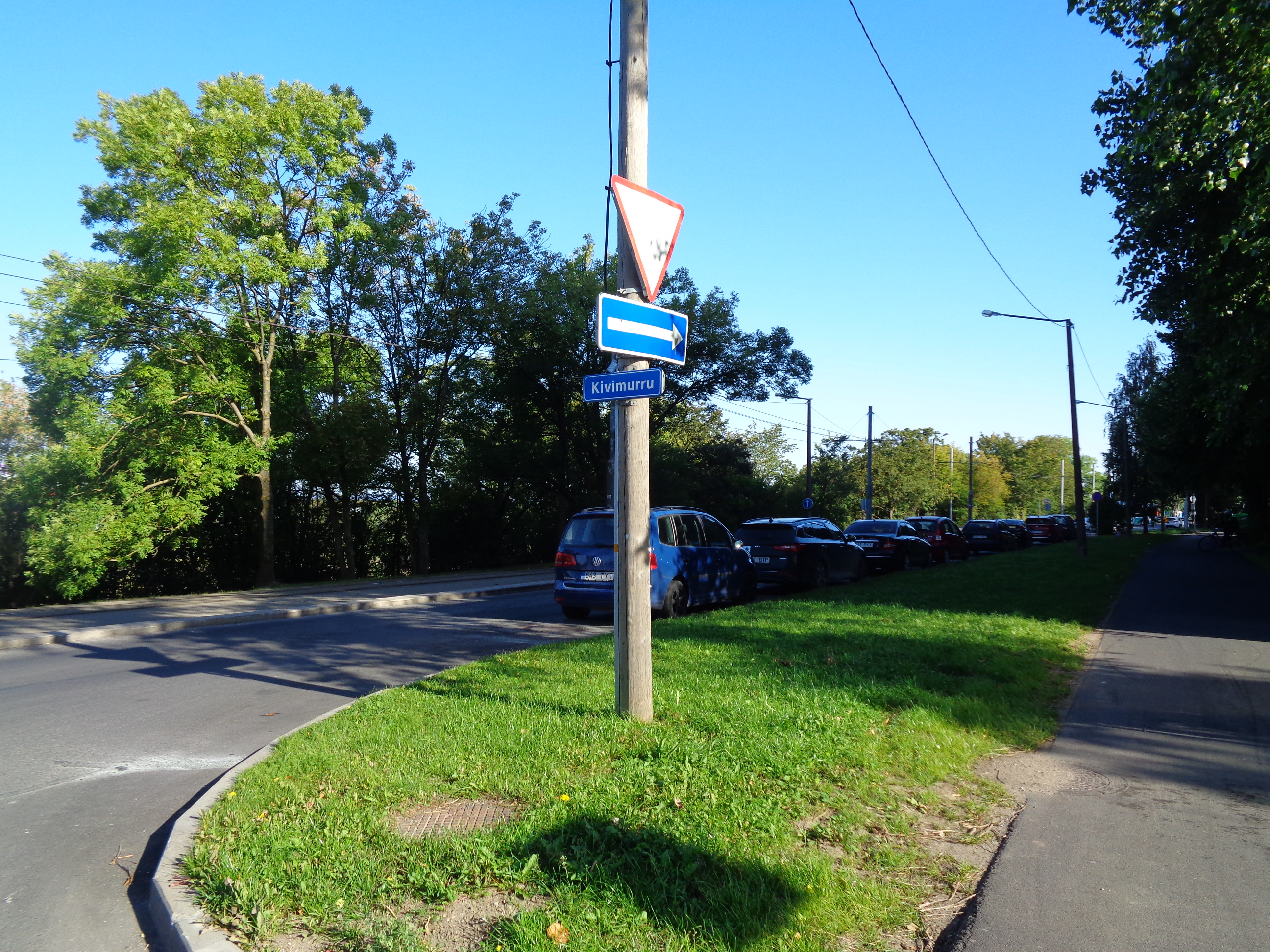
Перекрёсток с улицей Кивимурру
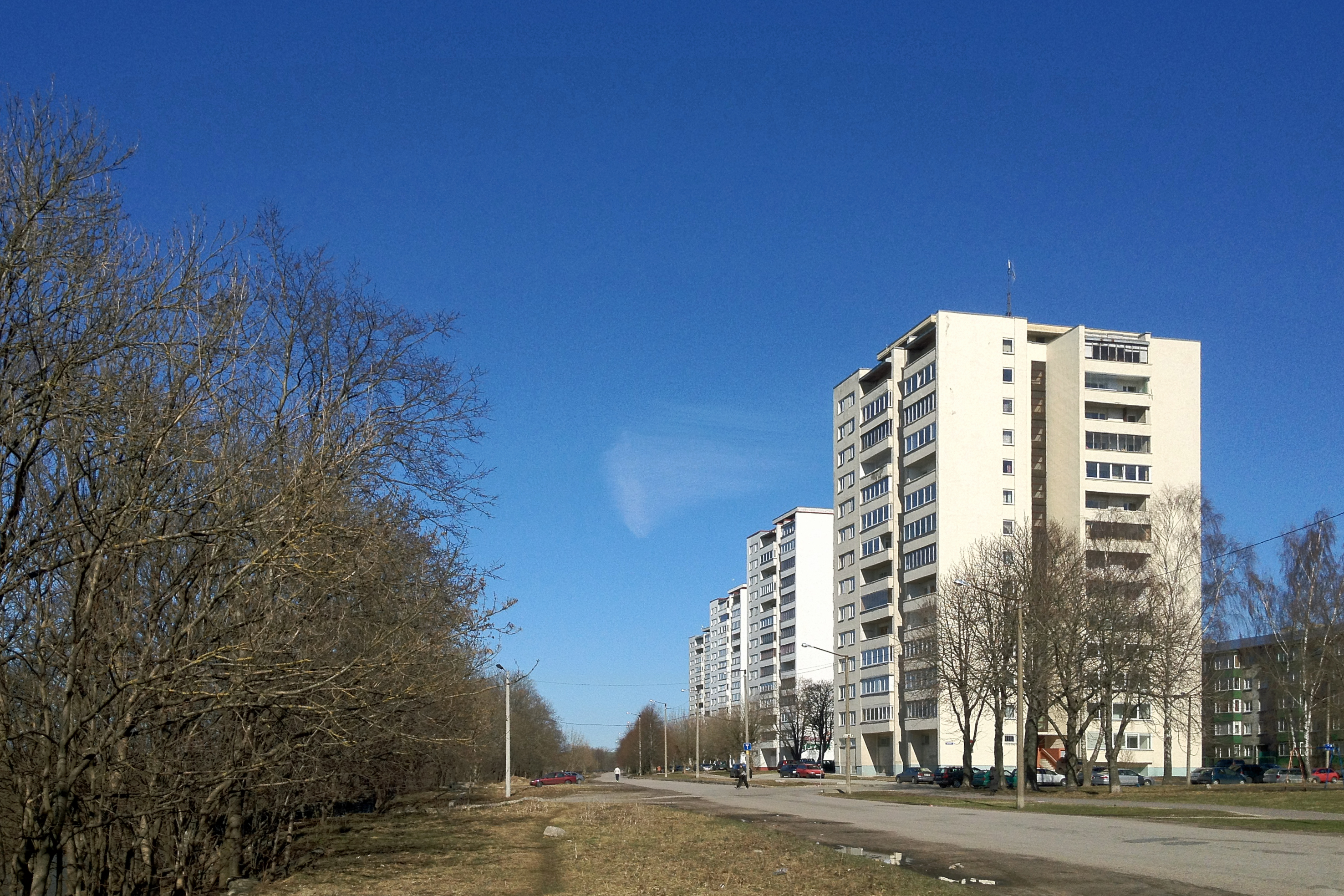
Дома 18, 20, 22, 24; построены в 1979–1980 годах